# Arbitragem (direito)
No direito, a arbitragem é um método de resolução de conflitos, no qual as partes definem que uma pessoa ou uma entidade privada irá solucionar a controvérsia apresentada pelas partes, sem a participação do Poder Judiciário. Caracterizada pela informalidade, embora com um procedimento escrito e com regras definidas por órgãos arbitrais e/ou pelas partes, a arbitragem costuma oferecer decisões especializadas e mais rápidas que as judiciais. No Brasil, a Lei de Arbitragem, Lei nº 9.307/96, foi redigida pelos Professores: Carlos Alberto Carmona, Selma Ferreira Lemes e Pedro Batista Martins.
A sentença arbitral tem o mesmo efeito da sentença judicial, pois é obrigatória para as partes envolvidas na controvérsia. Por envolver decisões proferidas no âmbito de um mecanismo privado de resolução de controvérsias, a arbitragem desponta como uma alternativa célere à morosidade do sistema judicial estatal. Para recorrer à arbitragem, as partes devem estabelecer uma cláusula arbitral em um contrato ou um simples acordo posterior à controvérsia, mediante a previsão de compromisso arbitral. Em ambos os casos, é acionado um juízo arbitral para solucionar controvérsia já configurada ou futura. Nessas hipóteses, evita-se a instauração de um novo litígio no Poder Judiciário, salvo em hipóteses bastantes específicas que envolvam urgência, ou se surgirem discussões a respeito da execução de uma sentença arbitral ou da validade em si da arbitragem.
A arbitragem costuma estar associada a outras formas alternativas de resolução de controvérsias, como a conciliação e a mediação, mas não se confunde com elas, por ter características próprias.
A Câmara Arbitral é uma entidade autônoma especializada na solução de conflitos que versem sobre direito patrimonial disponível, por meio de regras e procedimentos próprios e dos mecanismos da Lei de Arbitragem (9.307/96).
Essas instituições contam com um grupo de árbitros composto por profissionais especializados nas mais diversas áreas.

## Breve histórico
A arbitragem não constitui uma forma recente de resolução de conflitos. Durante a Antiguidade, as diferentes comunidades sociais e políticas já buscavam alternativas que não fossem morosas, burocratizadas ou complexas para resolver problemas, visto que os negócios e o comércio já exigiam respostas rápidas. Assim, não é nova a preocupação de que os litígios não perdessem seu objeto, tornando o julgamento e a execução desprovidos de eficácia e acarretando prejuízos para as partes interessadas.Luiz Roberto Nogueira Pinto, p. 19
No Brasil, há registros de utilização da arbitragem desde a colonização lusitana - quando o artigo 294 do Código Comercial de 1850 previa a obrigatoriedade da arbitragem nas causas entre sócios de sociedades comerciais, ao dispor que "todas as questões sociais que se suscitarem entre sócios durante a existência da sociedade ou companhia, sua liquidação ou partilha, serão decididas em juízo arbitral."
No âmbito do direito internacional, o Brasil também teve participação expressiva em processos arbitrais. Um dos exemplos mais notórios é o do Barão do Rio Branco, que esteve envolvido na resolução de várias controvérsias que envolviam as fronteiras brasileiras. Deve ser recordado que as questões de Palmas com a Argentina; do Amapá com a França; e do Brasil com a Guiana inglesa foram todas resolvidas por intermédio de arbitragem internacional.

## Características
Conforme enfatizado na introdução, a arbitragem constitui um meio alternativo para a solução de um litígio, entre duas ou mais partes, sem intervenção de um juiz estatal ou de qualquer outro órgão estatal. A arbitragem não rivaliza com o Poder Judiciário. Pelo contrário, fortalece-o ao reduzir a quantidade de processos distribuídos aos órgãos judiciais e ao estabelecer um meio alternativo para as partes envolvidas resolvam problemas jurídicos.
A arbitragem apresenta grandes vantagens em relação ao processo judicial: é menos formalista, em comparação com o processo judicial, e costuma tramitar de forma mais rápida, garantindo às partes celeridade no resultado final (sentença arbitral e execução). Essas vantagens não se opõem à legislação e à respectiva jurisdição estatal, pois mitigam ou extinguem conflitos e garantem a pacificação social quase sempre sem a utilização de recursos públicos.
O procedimento arbitral pode estar amparado por uma cláusula arbitral, que é também chamada de cláusula compromissória, firmada no corpo ou de forma anexa a um contrato. A cláusula arbitral normalmente prevê que os litígios futuros ou eventuais que surjam a partir de uma determinada relação jurídica contratual deverão ser resolvidos pela via arbitral. Outro modo de prever a arbitragem é por meio do compromisso arbitral, quando a controvérsia já está instaurada de modo extracontratual e as partes buscam uma forma amigável de resolvê-la. Além disso, as partes devem quase sempre escolher o árbitro e o procedimento a ser adotado, bem como determinar o prazo para a conclusão da arbitragem. O processo arbitral é sigiloso e apenas as partes podem decidir quebrar tal confidencialidade.
A arbitragem também pode ser utilizada em matéria de comércio e de investimento entre países, pois a substituição de decisões judiciais por sentenças arbitrais remove entraves às relações econômicas internacionais. Nas operações econômicas e jurídicas internacionais, muitos Estados e empresas inserem em contratos internacionais normas sobre utilização de arbitragem internacional. Desse modo, o uso da arbitragem cria um ambiente de maior segurança jurídica, dentro do qual investidores sentem-se mais confortáveis para efetuar negócios transnacionais.
Deve-se salientar, igualmente, o papel da arbitragem online. Trata-se de um procedimento arbitral conduzido, total ou parcialmente, através de meios eletrônicos relacionados à Internet. Pode ser usado para solucionar conflitos surgidos tanto a partir de relações originadas na própria Internet, quanto pelas tradicionais formas presenciais de contratação. Esse procedimento permite que um terceiro forneça decisão para a controvérsia por intermédio de tecnologias online para acompanhar o desenvolvimento do litígio.
Infelizmente, a arbitragem segue como uma prática jurídica pouco difundida em várias localidades, seja por falta de acesso à justiça, seja por desconhecimento dessa possibilidade pelas partes litigantes.

## Arbitragem pelo mundo

### Brasil
No Brasil, a principal norma brasileira de referência para a arbitragem é a Lei n. 9.307, de 23 de setembro de 1996 - que foi posteriormente alterada pela Lei n. 13.105/15 (novo Código de Processo Civil) e pela Lei n. 13.129/15. O artigo 1º da Lei n. 9.307/96 estipula que "as pessoas capazes de contratar poderão valer-se da arbitragem para dirimir litígios relativos a direitos patrimoniais disponíveis." A partir de 2015, com as modificações trazidas pela Lei n. 13.129/15, a administração pública direta e indireta também passou a ser autorizada a utilizar-se da arbitragem para dirimir conflitos relativos a direitos patrimoniais disponíveis.
A definição do que sejam os direitos patrimoniais disponíveis pode ensejar certa controvérsia. Em termos doutrinários, entende-se que a disponibilidade abrange bens que possuem valor agregado e que, nessa condição, podem ser negociados (vendidos, alugados ou cedidos)LUCIANO ALVES RODRIGUES DOS SANTOS, p. 50. Mesmo assim, deve-se atentar para o fato de que direitos indisponíveis, tais como direitos de personalidade ou direitos coletivos, difusos e individuais homogêneos, têm uma definição fluida na doutrina e na jurisprudência brasileiras, dificultando a definição dos direitos disponíveis.
A arbitragem tem ganhado cada vez mais espaço como alternativa legal ao Poder Judiciário brasileiro. As partes que compõem tal procedimento costumam abdicar de seu direito de iniciar litígio judicial, ao confiar em um ou em mais árbitros que, em geral, são especialistas na área. Quanto ao prazo para encerramento do procedimento arbitral, o artigo 23 da Lei n. 9.307/96 não estabelece prazo mínimo para a prolação da sentença arbitral, mas determina que, se houver omissão das partes nesse ponto, o prazo será de seis meses.
Atualmente, o Código Civil brasileiro faculta a introdução nos contratos de cláusula compromissória para a solução de divergências, na forma estabelecida em lei especial (Lei n. 9.307/96). Uma inovação importante da Lei n. 9.307/96 foi a modificação da legislação anterior, a qual previa que o laudo (ou sentença) arbitral deveria ser validado por um juiz de direito, através de um procedimento judicial de homologação. Isso quase sempre demandava muito tempo e abria margem para recursos da parte vencida, reduzindo a atratividade da arbitragem. Com a lei de 1996, a sentença arbitral passou a ter a mesma eficácia da sentença judicial, prescindindo de homologação de qualquer natureza. Além disso, a cláusula de arbitragem inserida nos contratos passou a ter força obrigatória entre as partes. LUCIANO ALVES RODRIGUES DOS SANTOS, p. 45 MANUEL PEREIRA BARROCAS, p. 50
Consoante o artigo 13 da Lei n. 9.307/96, qualquer pessoa capaz e de confiança das partes pode atuar como mediador ou árbitro. Recorrendo-se aos primeiros artigos do novo Código Civil brasileiro, constata-se que as pessoas capazes são, essencialmente, as maiores de 18 anos e em pleno gozo das faculdades mentais e de manifestação da vontade. Com isso, exclui-se a necessidade de qualquer formação na área de Direito ou em qualquer outro ramo do saber. Muitas pessoas físicas e jurídicas recorrem a profissionais qualificados pelas câmaras de conciliação, mediação e arbitragem, que garantem o suporte necessário para a correta atuação dos profissionais, uma vez que um número considerável de procedimentos arbitrais envolvem discussões patrimoniais de montantes significativos.
O artigo 26 da Lei n. 9.307/96 estipula, como requisitos obrigatórios da sentença arbitral no Brasil, o relatório, os fundamentos da decisão, o dispositivo e a data e o lugar. O artigo 32 da mesma norma prevê as hipóteses de nulidade da sentença arbitral. Quando for necessário verificar a validade e a produção de efeitos de atos arbitrais internacionais no ordenamento jurídico brasileiro, é recomendável a leitura dos regimentos internos dos tribunais superiores brasileiros, uma vez que procedimentos específicos podem ser necessários.
Em termos de políticas para a consolidação da arbitragem no país, deve-se recordar que o Conselho Nacional de Justiça estipulou, na Meta 2 da Corregedoria Nacional de Justiça para o ano de 2015, a implantação das varas especializadas em arbitragem. Por meio dessa medida, previu-se "a transformação de duas varas cíveis de cada capital em juízos especializados no processamento e julgamento de conflitos decorrentes da Lei de Arbitragem".
Há órgãos privados que efetuam um importante papel de difusão e de utilização da arbitragem no país. A título exemplificativo, podem ser mencionados o Centro de Arbitragem e Mediação da Câmara de Comércio Brasil Canadá (CAM-CCBC), e a Câmara Brasileira de Mediação e Arbitragem Empresarial (CBMAE). Para a arbitragem online, ressalta-se o papel da Arbitranet, que oferece procedimento de arbitragem pela Internet.

## Setor agrícola
No Brasil, a Câmara Arbitral no setor agrícola é um órgão de natureza essencialmente corporativa que tem por objetivo dirimir controvérsias decorrentes de contratos de compra e venda de produtos agrícolas registrados e/ou negociados em uma Bolsa Brasileira de Mercadorias, e tem como principais vantagens a rapidez, a confidencialidade e a qualidade técnica das decisões. O corpo de árbitros é constituído de profissionais conhecedores do agronegócio com reconhecida competência e experiência no mercado agropecuário.
O funcionamento e a amplitude de atuação da Câmara Arbitral são definidos pelo seu regulamento.

## Arbitragem internacional
A arbitragem internacional tem grande importância em diversos países. Alguns órgãos e organizações internacionais ocupam-se especificamente tanto da resolução de controvérsias referentes ao comércio internacional e aos investimentos internacionais, quanto da formulação de normas e de padrões arbitrais internacionais. Nesse sentido, podem ser destacados o Centro Internacional para Resolução de Controvérsias sobre Investimentos (ICSID), do Grupo Banco Mundial, e a Comissão das Nações Unidas para o Direito do Comércio Internacional (UNCITRAL).